# Udbud og efterspørgsel
I mikroøkonomisk teori er udbud og efterspørgsel en økonomisk model, der prøver at forklare og forudsige prisen og mængden af goder solgt på et marked med fuldkommen konkurrence. Teorien om udbud og efterspørgsel er vigtig for markedsøkonomiens funktion, da den forklarer hvordan beslutninger om ressourceallokering tages.

## Efterspørgsel
Efterspurgt mængde: Den efterspurgte mængde er den mængde, som køberne til en given pris er villige og i stand til at betale.
Loven om faldende efterspørgsel: Alt andet lige vil købere altid købe mere til lave priser end til høje priser. Det kaldes loven om faldende efterspørgsel.
Efterspørgselskurven: På baggrund af en efterspørgselsfunktion, som udtrykker forholdet mellem pris og mængde, kan efterspørgselskurven indtegnes i et diagram med mængde på 1. aksen og pris på 2. aksen.
Aggregeret efterspørgselskurve: Ved vandret addition (dvs. addition med henblik på den efterspurgte mængde til en given pris) af alle markedets individuelle efterspørgselskurver fås den samlede (aggrererede) efterspørgselskurve.

### Ændringer i efterspørgselskurven
Man siger, at efterspørgselskurven bevæger sig op eller til højre, hvis den efterspurgte mængde til en hvilken som helst pris stiger.
Man siger, at efterspørgselskurven bevæger sig ned eller til venstre, hvis den efterspurgte mængde til en hvilken som helst pris falder.
Efterspørgselskurven kan ændre sig af en række årsager:
- Købernes indkomst ændrer sig (i hvilken retning dette påvirker efterspørgselskurven afhænger af, om den vare vi ser på er et normalt gode eller et inferiørt gode, kaldet et Giffengode som er et mindre betydningsfuldt gode).
- Prisen på relaterede goder ændrer sig (i hvilken retning dette påvirker efterspørgselskurven afhænger af, om den relaterede vare er substitut[flertydigt link ønskes præciseret] eller komplement til den vare vi ser på).
- Smag
- Forventninger om fremtiden
- Antal købere

### Ændringer i efterspørgslen
Efterspørgselskurven ændrer sig ikke, hvis der er tale om en prisændring, da det kun forårsager en bevægelse langs kurven.

## Udbud
Udbudt mængde: Den udbudte mængde er den mængde, som sælgerne til en given pris er villige og i stand til at udbyde.
Loven om stigende udbud: Alt andet lige vil sælgerne altid udbyde mere til høje priser end til lave priser. Det kaldes loven om stigende udbud.
Udbudskurven: På baggrund af en udbudsfunktion, som udtrykker forholdet mellem pris og mængde, kan udbudskurven indtegnes i et diagram med mængde på 1. aksen og pris på 2. aksen.
Aggregeret udbudskurve: Ved vandret addition (dvs. addition med henblik på den udbudte mængde til en given pris) af alle markedets individuelle udbudskurver fås den samlede (aggregerede) udbudskurve.
Der er en tæt sammenhæng mellem virksomheden udbudskurve og og dens omkostningskurve.

### Ændringer i udbudskurven
Man siger, at udbudskurven bevæger sig op eller til venstre, hvis den udbudte mængde til en hvilken som helst pris falder.
Man siger, at udbudskurven bevæger sig ned eller til højre, hvis den udbudte mængde til en hvilken som helst pris stiger.
Udbudskurven kan ændre sig af en række årsager:
- Inputpriserne ændrer sig
- Ny teknologi
- Forventninger om fremtiden
- Antallet af sælgere

### Ændringer i udbuddet
Udbudskurven ændrer sig ikke, hvis der er tale om en prisændring, da det kun forårsager en bevægelse langs kurven.

## Dannelsen af ligevægt – "loven om udbud og efterspørgsel"
Det punkt hvor udbuds- og efterspørgselskurverne skærer hinanden kaldes ligevægtspunktet. De tilhørende værdier på akserne kaldes hhv. ligevægtsmængden og ligevægtsprisen. Til tider kaldes markedsprisen også markedsclearingsprisen, da denne pris så at sige renser markedet for både købere og sælge, mens alle andre priser vil føre til et overskud af enten købere eller sælgere.
Er prisen under ligevægtsprisen, vil der være et underskud da den efterspurgte mængde er større end den udbudte mængde.
Er prisen over ligevægtsprisen, vil der være et overskud da den udbudte mængde er større end den efterspurgte mængde.
Når det skal forklares hvorfor og hvordan markedet altid vil søge mod ligevægtspunktet, bruges ofte en auktions-model, hvor det bl.a. antages, at intet handles før markedsprisen er fundet. Her ses det klart, at en pris under ligevægtsprisen vil gøre, at køberne pga. underskuddet vil konkurrere indbyrdes om at købe, og overbyde hinanden og derved presse prisen op. Er prisen over ligevægtsprisen, vil sælgerne derimod, pga. overskuddet, konkurrere indbyrdes og underbyde hinanden for ikke at brænde inde med usælgelige varer, og derved presse prisen ned.
Alt dette gælder kun for et marked med fuldkommen konkurrence, mens der finder helt andre processer sted på andre markedstyper.

### Ændringer i ligevægtspunkter
Alt efter hvordan udbudskurven og efterspørgselskurven bevæger sig, vil der ske ændringer i ligevægtspunktet. Et eksempel på analyse af en sådan ændring:

## Udvidelse af modellen
Hvis man i modellen også tager højde for, at virksomheder på et marked med fuldkommen konkurrence frit kan træde ind og ud af markedet, fås en drastisk ændring af udbudskurvens form på lang sigt (se mere under omkostningsfunktioner og -kurver. Pga. exit-kriteriet fås, at udbudskurver kan deles op i tre intervaller:
1 – Udbudskurven er lodret ved mængden nul, da virksomheden ikke vil udbyde noget som helst, hvis markedsprisen er under deres gennemsnitlige totale omkostninger.
2 – Udbudskurven vil være vandret fra mængden nul til de gennemsnitlige omkostningers skæringen med marginalomkostningskurven.
3 – Udbudskurven vil fra skæringen mellem de gennemsnitlige omkostninger og marginalomkostningskurven følge marginalomkostningskurven.
Hvis markedsefterspørgslen stiger til et sådant niveau, at prisen bliver over de gennemsnitlige omkostninger (udbudskurvens 3. interval tages i brug), vil den herved skabte profit lokke nye virksomheder til markedet. På lang sigt fås det aggregerede markedsudbud altså ved at lægge den vandrette del af de enkelte virksomheders udbudskurver efter hinanden. Dette betyder bl.a. at både en højere eller en lavere efterspørgsel på lang sigt ikke vil have nogen betydning for markedsprisen.
Dette gælder dog kun inden for visse begrænsninger, da den aggregerede udbudskurve på lang sigt godt kan gå opad pga. mangel på ressourcer, og fordi at forskellige virksomheder har forskellige gennemsnitlige omkostninger, og det typisk er de mest effektive, der først er trådt ind på markedet.

## Historien om udbud og efterspørgsel
Adam Smith's Nationernes rigdom, først udgivet i 1776, var det første forsøg på at bestemme hvordan udbud og efterspørgsel interagerer med hinanden. I denne bog antages det typisk, at udbudsprisen er fast, men at efterspørgslen vil stige eller falde i takt med, at prisen falder eller stiger. I 1817 udgav David Ricardo bogen Principles of Political Economy and Taxation, hvori den første ide om en økonomisk model blev fremsat, og forudsætningerne gjort klare.
I løbet af det 19. århundrede vandt den marginalistiske skole frem. Dette område blev hovedsagligt startet af William Stanley Jevons, Carl Menger, og Léon Walras. Hovedideen var, at den satte pris, var den højeste pris – marginalprisen. Det var en betydelig ændring af Adam Smith's tanker om at bestemme udbudsprisen.
Endelig blev det mest af den moderne skoles teorier om udbud og efterspurgt færdiggjort af Alfred Marshall og Léon Walras, da de kombinerede ideerne om udbud, og ideerne om efterspørgsel, og begyndte at se på ligevægtspunktet, hvor de to kurver skærer hinanden. De begyndte også at se på forskellige markeders effekt på hinanden. Siden slutningen af det 19. århundrede har teorien om udbud og efterspørgsel være nogenlunde uændret.

## Kritik af modellen
Der er dog blev forsket i en række undtagelser fra modellen (såsom oligopololigarki, transaktionsomkostninger og irrationalitet). Inden for keynesiansk teori kan priser også blive "stive" eller resistente over for ændringer, især i tilfælde af prisfald. Det fører til markedsfejl. Også den marxistiske teori har kritiseret udbuds- og efterspørgselsmodellen, og påpeget at den kun kan forklare svingningerne om et ligevægtspunkt. Da udbuds- og efterspørgselskræfterne i dette punkt ophæver hinanden, kan de ikke forklare selve dette punkt. Til det er der brug for en arbejdsværditeori.
 Der er for få eller ingen kildehenvisninger i denne artikel, hvilket er et problem. Du kan hjælpe ved at angive troværdige kilder til de påstande, som fremføres i artiklen.

| Økonomi | Spire Denne artikel om økonomi er en spire som bør udbygges. Du er velkommen til at hjælpe Wikipedia ved at udvide den. |